# Premio Theodor W. Adorno
El Premio Theodor W. Adorno es un prestigioso premio alemán concedido a personajes destacados de la filosofía, el teatro, la música y el cine. Se creó en 1977, en la ciudad Fráncfort del Meno para homenajear al filósofo y músico Theodor W. Adorno, quien fue profesor de la Johann Wolfgang Goethe Universidad de Fráncfort del Meno durante veinte años. 
El premio se concede cada tres años el 11 de septiembre, día del nacimiento de Adorno. El premio está dotado con 50.000 € (cincuenta mil euros). 

## Premiados
- 1977: Norbert Elias (sociólogo)
- 1980: Jürgen Habermas (sociólogo)
- 1983: Günther Anders (filósofo)
- 1986: Michael Gielen (compositor)
- 1989: Leo Löwenthal (sociólogo)
- 1992: Pierre Boulez (compositor)
- 1995: Jean-Luc Godard (director de cine)
- 1998: Zygmunt Bauman (sociólogo)
- 2001: Jacques Derrida (filósofo)
- 2003: György Ligeti (compositor)
- 2006: Albrecht Wellmer (filósofo)
- 2009: Alexander Kluge (director de cine)
- 2012: Judith Butler (filósofa)
- 2015: Georges Didi-Huberman  (historiador del arte)
- 2018: Margarethe von Trotta (directora de cine)
- 2021: Klaus Theweleit (escritor y teórico cultural)
- 2024: Seyla Benhabib (filósofa)

## Discursos de los premiados
- Jacques Derrida: Fichus. Discurso de Frankfurt (22 de septiembre de 2001): Texto completo en jacquesderrida.com.ar -en español-
- Jacques Derrida: Fichus. Frankfurter Rede. Aus dem Französischen von Stefan Lorenzer. Mit einer Replik von Irving Wohlfarth. Passagen-Verlag, Wien 2003.